# 厄瑞涅

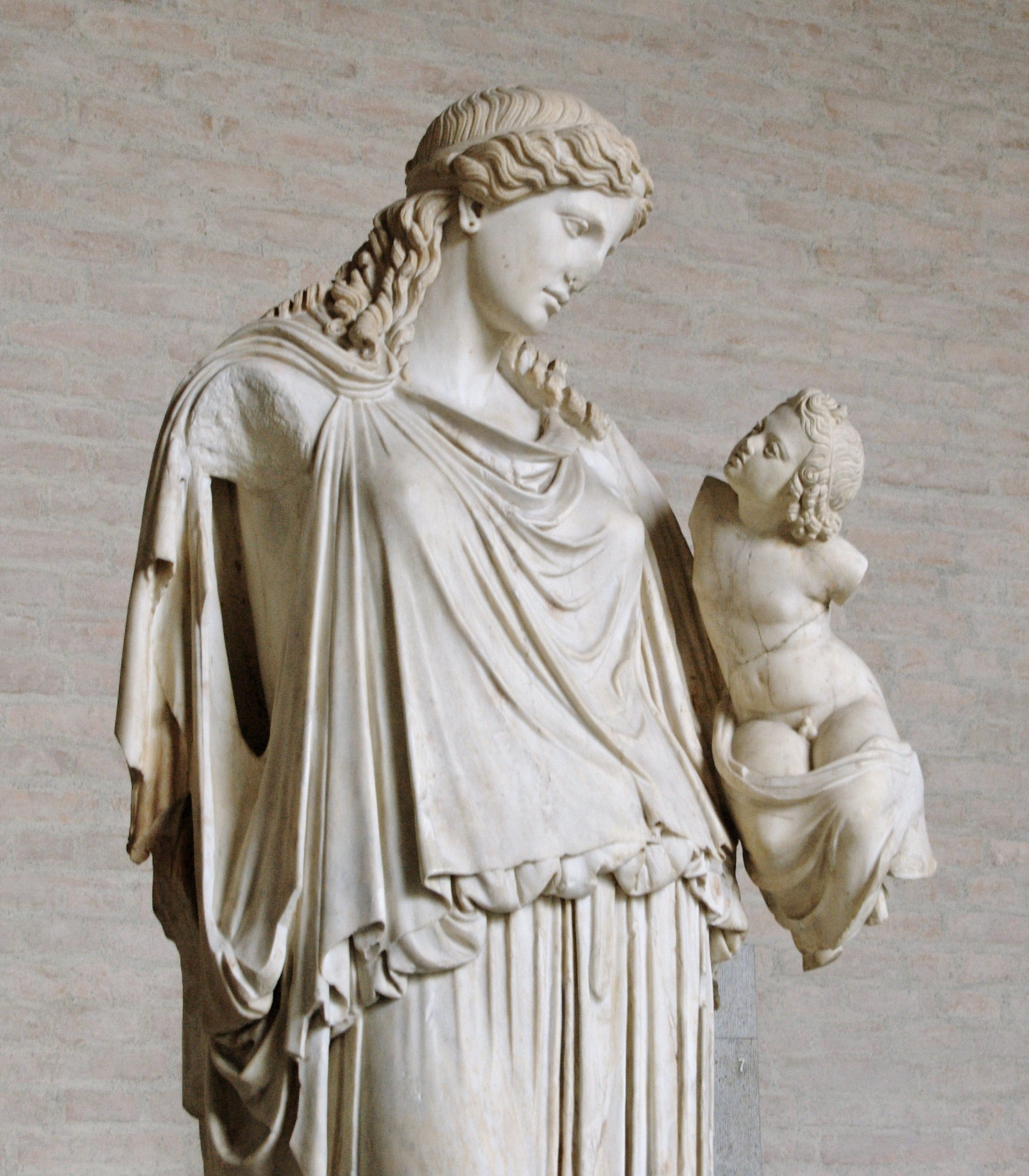
现藏于古代雕塑展览馆的厄瑞涅怀抱普路托斯的大理石雕像。

厄瑞涅（希臘語：Εἰρήνη），又叫做伊瑞涅（希臘語：Ιρήνη）是希腊神话中，时序三女神荷赖之一的和平女神。在罗马神话中，她与帕克斯（Pax）相互对应。
在赫西俄德的《神谱》中，作者将她称为“鲜花怒放的厄瑞涅（Blooming Eirene）”。欧诺弥亚和狄刻是她的姐妹，她们都是天父宙斯和正义女神忒弥斯的女儿。
厄瑞涅是财神普路托斯的哺育者，也有的神话说她是普路托斯的母亲。在阿里斯托劳的《和平》一剧中，厄瑞涅是和平的化身。厄瑞涅的崇拜在雅典特别流行。在罗马的奥古斯都时代的马尔斯广场上专门为她建有祭坛，每年都会在这个地方为她举行盛大的祭祀活动。只是现在这一建筑已经荡然无存。只是在城内还放置有她的大理石雕像，其形象是一位年轻的妇女怀抱着年幼的普路托斯。在钱币上，她是一位少女，左手执象征丰饶的丰裕之角，右手持有象征和平的橄榄枝、赫耳墨斯的神杖或禾穗，有时也怀抱着小财神普路托斯。
于1851年5月19日被人类发现的第14颗小行星—司宁星正是以厄瑞涅的名字命名。